# Valentyn Sylvestrov

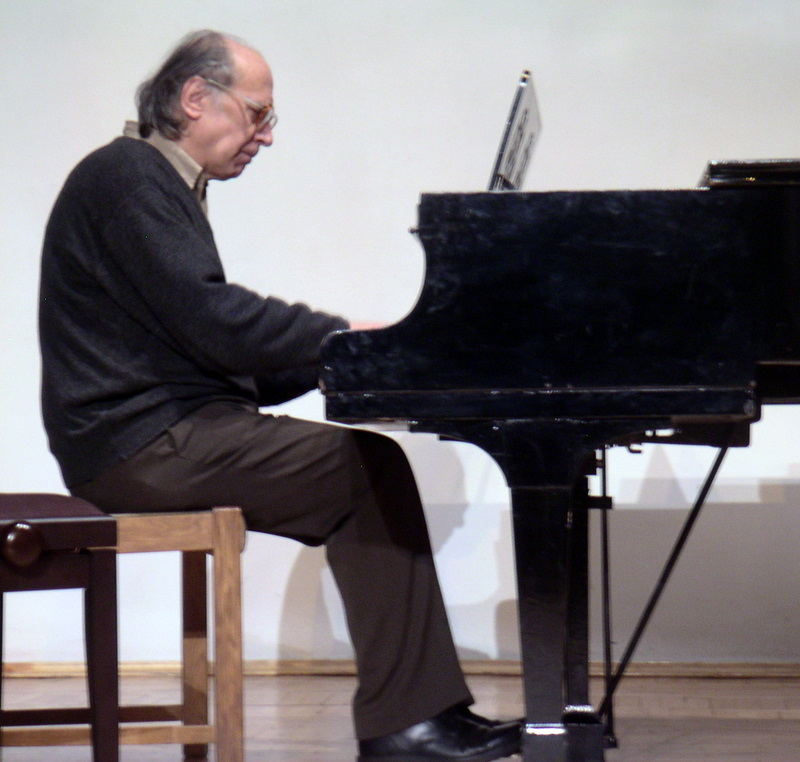

Valentyn Vasyljovitsj Sylvestrov (Oekraïens: Валентин Васильович Сильвестров, Russisch: Валентин Васильевич Сильвестров, Valentin Vasiljevitsj Silvestrov) (Kiev, 30 september 1937) is een Oekraïense componist.
Sylvestrov is geboren toen Oekraïne zeer armoedig was. Zijn eerste opleiding was tot bouwkundig ingenieur. Na drie jaar muzieklessen gevolgd te hebben aan de Kiev Avondschool, zag hij in dat de bouwkunde niet zijn stiel was en hij ging studeren aan het conservatorium van Kiev. Hij kreeg daar compositieles van een andere Oekraïense componist Borys Ljatosjynsky. Al tijdens zijn opleiding schreef hij een groot aantal composities. Door die werken werd al snel duidelijk dat hij geheel zijn eigen weg zou gaan. Hij componeerde in een stijl die hem ten tijde van die compositie goed leek: serialisme, post-seriële muziek, aleatorische muziek, pointillisme... allerlei stijlen kwamen voorbij.
Dit werd natuurlijk door de sovjet-autoriteiten als avant-garde beschouwd en die muziek wilde men niet om het volk te vermaken. Door zijn stijlgebruik werd Sylvestrov niet toegelaten tot de Bond van Sovjetcomponisten, hetgeen direct inhield dat zijn werken niet (openbaar) werden uitgevoerd. Dat zoiets verstrekkende gevolgen kan hebben, blijkt uit de twee volgende feiten:
1. ten tijde van de Sovjet-Unie werd de componist in de Muziekencyclopedie met slechts zes regels genoemd;
2. in het Westen was hij al wat populairder, maar de Sovjet-arm reikte ver; vandaar dat een compositie van hem aan een ISCM-festival[1] in New York anoniem werd ingediend, uit angst voor repercussies.

Het was immers Tichon Chrennikov die de scepter zwaaide, dezelfde man die Dmitri Sjostakovitsj jarenlang dwarszat. In 1995 was de lucht zo geklaard dat er een album met zijn muziek uitkwam. Waardering vanuit het buitenland bleek uit een prijs van de Koesevitski Stichting voor zijn 3e symfonie. Ook de Nederlandse stichting Gaudeamus gaf hem een prijs voor zijn werk Hymnen.
Om in zijn levensonderhoud te voorzien, ging Sylvestrov dan maar les geven. Vanaf 1970 begon hij op freelancebasis te componeren.

## Composities
Sylvestrov heeft zowat in alle genres gecomponeerd, maar tot nu toe geen opera.
- Pianosonatine (1960, herzien 1965)
- Quartetto Piccolo voor Strijkkwartet (1961)
- Symfonie No.1 (1963, herzien 1974)
- Mysterium voor altfluit en zes slagwerkgroepen (1964)
- Spectra voor kamerorkest (1965)
- Monodia voor piano en orkest (1965)
- Symfonie No.2 voor fluit, timpani, piano en strijkorkest (1965)
- Symfonie No.3 "Eschatophony" (1966)
- Poem to the Memory of Borys Lyatoshynsky voor orkest (1968)
- Drama voor viool, cello, en piano (1970-1971)
- Meditation voor cello en piano (1972)
- Strijkkwartet No.1 (1974)
- Thirteen Estrades Songs (1973-1975)
- Quiet Songs (Silent Songs) naar Pushkin, Lermontov, Keats, Yesenin, Shevtshenko, et al. voor bariton en piano (1974-1975)
- Symfonie No.4 voor koperblazers en strijkers (1976)
- Kitsch-Music, cyclus van vijf stukken voor piano (1977)
- voorest Music naar G. Aigi voor sopraan, hoorn en piano (1977-1978)
- Postludium voor viool solo (1981)
- Postludium voor cello en piano (1982)
- Symfonie No.5 (1980-1982)
- Ode to the Nightingale, cantate met tekst van John Keats voor sopraan en klein orkest (1983)
- Postludium voor piano en orkest (1984)
- Strijkkwartet No.2 (1988)
- Widmung (Dedication), Symfonie voor viool en orkest (1990-1991)
- Metamusic, symfonisch gedicht voor piano en orkest (1992)
- Symfonie No.6 (1994-1995)
- The Messenger voor synthesizer, piano en strijkorkest (1996-1997)
- Requiem voor Larissa voor koor en orkest (1997-1999)
- Epitaph voor piano en strijkorkest (1999)
- Epitaph L.B. voor altviool (of cello) en piano (1999)
- Autumn Serenade voor kamerorkest (2000)
- Requiem (2000)
- Hymn 2001 (2001)
- Symfonie No.7 (2002-2003)
- Lacrimosa voor altviool (of cello) solo (2004)
- Symfonie No.8 (2007)
- 5 Gewijde Gezangen voor SATB (2008)
- 5 Nieuwe stukken voor viool en piano  (2009)
- To Thee We Sing, Sacred Choral Works voor koor en solist (2015)

.

## Voetnoot
1. ↑  International Society of Contemporary Music

- Bibsys: 4090130
- Biblioteca Nacional de España: XX1604523
- Bibliothèque nationale de France: cb13947496m (data)
- CiNii: DA12586775
- Gemeinsame Normdatei: 118917501
- International Standard Name Identifier: 0000 0001 1488 1548
- Library of Congress Control Number: n91066862
- Nationale Bibliotheek van Letland: 000262743
- MusicBrainz: a4f94049-7b13-4308-9a19-c50348df5825
- Nationale Bibliotheek van Tsjechië: js20020617020
- Nationale Bibliotheek van Israël: 987007418195305171
- Nationale Bibliotheek van Polen: a0000002787171
- Nederlandse Thesaurus van Auteursnamen: 245948430
- Système universitaire de documentation: 080786219
- Virtual International Authority File: 14963832
- WorldCat: E39PBJyRFTgJkJmPmv7VwJHBfq